# M14 (gépkarabély)
Az M14 az USA hadseregében rendszeresített,  automata puska, amely 7,62x51mm NATO lőszert tüzelt. Angolul "Battle rifle". Képes automata és félautomata tűznemben is tüzelni. A második világháború tanulságait levonva az amerikai haderő nagyobb lőszer-felhasználású, jelentősebb tűzerejű és jobban adaptálható kézifegyvereket igényelt. Szerencsétlen módon 12 esztendőt és sok milliárd dollárt vesztegettek el, és az eredmény nem volt több egy feljavított M1 Garandnál. A korai modellek fa ágyazással készültek, de a vietnámi háború alatt rájöttek, hogy a fa magába szívja a levegő nedvességtartalmát, és könnyen elkorhad, ezért elkezdték a műanyag ágyazású M14 gyártását, ekkor azonban megérkezett az M16, és felváltotta az M14-et, mivel túl nehéz volt az akkor már helikopterekkel gyorsan közlekedő mobil egységeknek. A fegyver továbbra is rendszerben maradt tűzereje miatt, valamint felszerelhető villalábat és fölrögzíthető szereléksínt is kapott, modern optikai irányzék használatához. Mára inkább a a díszőrség használja az Egyesült Államokban. Napjainkban félautomata üzemmódban, távcsővel szerelve mesterlövész szerepkörben használhatják. A Norinco arms kínai cég is lemásolta a fegyvert, M14s, közismertebb nevén M305 néven gyártották, kifejezetten vadász vagy sportlövő célokra, kisebb tárral, csak félautomata  üzemmódban több féle kaliberre építve. Ez a típus nagyon elterjedt Kanadában és az USA-ban.

## Külső hivatkozások
- Modern Firearms Site
- The M14/M1A Magazine FAQ
- Different's M1A Site
- U.S. Rifle, cal. 7.62mm, M14
- 7.62 NATO Battle Rifles
- M14 Rifle Pictures Archiválva 2013. január 25-i dátummal az Archive.is-en
- Nazarian`s Gun`s Recognition Guide (FILM) M14 "Squad automatic weapon" (.wmv)
- huntinggearguy.com Norinco M14S/M305
- Archiválva 2007. szeptember 28-i dátummal a Wayback Machine-ben